# Маади Буто култура
Маади Буто култура је једина халколитска култура у Египту. Траје од 3800 - 3500/3400. п. н. е. Локалитет се налази 8 километара јужно од Каира са источне стране Нила, око 2 километранод обале и око 12 километара северно од ел Омариа. Откривен је у првој половини двадесетог века.
Ова култура се назива и Маади-Буто и Буто-Маади, а припада јој осам локалитета: Вади Дигла (Wadi Digla), некропола, Хелиополис, који се налази недалеко од Каира, (Tura Train-Station), такође некропола око 2 километра јужно од Маадија, Меримде Бери Саламе, око 60 километара од Маадија, Giza Tramway, El Saff (50km јужно), Buto/Tell el Farain који је у Делти (око 150 километара од Маадија).

## Архитектура
Архитектура се може поделити на три типа:
1. тип станишта су овалне колибе које су констатоване на основу коља или њихових рупа. Дрво које су користили је скоро увек тамариск. Зидови између коља били су највероватније од плетера и лепа или грања, трске и асура. Дужа оса ових овалних колиба протеже се у правцу исток-запад, а улаз најчешће на југу што је било условљено ветром који дува са севера уз Нил. Овакав тип станишта био је најзаступљенији у Маадију.
2. тип станишта су правоугаони објекти који су уочени на основу плитких канала или удубљења. Мисли се да су неки од ових плитких ровова били ископани да се у њих ужљебе зидови направљени од трски и асура. Могуће је и да се ради о заклонима од ветра без крова за људе и стоку.
3. тип станишта су земунице, укопана станишта некада имају керамичке посуде укопане у под као и трагове коља, које је подупирало кров. Улазило се степеништем од камених-кречних блокова. Кров је био куполаст. Биле су укопане чак и до 3,5 метра у тло, а су обложене ћерпичем испод каменог темеља. Подземна станишта у Маади-у имају своју паралелу у Бершеби у Палестини.
4. тип станишта су заклони. Нађени су трагови коља распоређени у правој линији на растојању од 10 центиметара. Зидови ових ограда су од трске, сламе или папирусових стабљика, при дну учвршћени парчићима керамике или каменом.

## Покретни материјал
Кремена индустрија обухвата предмете од кресаног и глачаног камена. Најранији предмети су направљени од хомогених стена кристала, најчешће обрађених окресивањем. Други комади су од еруптивних, седиментних и метаморфних стена које су мекше и жилавије.
Употреба бакра је била веома ограничена. У Маадију је нађено педесетак предмета од бакра, док кремених налаза (од силекса) има десетак хиљада.
Користио се кремен од кремених облутака, сакупљених са површине и од нодула који представљају ископани камен добијен рударењем. Боја кремена су најчешће црвене браон и сиве нијансе.
Од кремених окресаних оруђа јављају се:
- сечива са и без ретуша
- бурини (врста длета – пробијач)
- перфоратори
- стругачи
- бифацијално обрађена оруђа
- пројектили
- врхови стрела са језичком или са конкавном основом
- бодежи
- сечива за српове на којима је препознатљив траг лустрације (специфичан сјај ивице сечива који настаје трењем силекса са биљкама које садрже силицијум-диоксид).

Глачана камена артефаката су:
- палете за дробљење пигмента – малахит, галенит, окер. Обично су од шкриљца и кречњака и ромбоидног, заобљеног, правоугаоног или неправилног облика.
- жрвњеви,
- камен са жлебом за исправљање трске,
- маљеви грубо сферичног облика,
- главе буздована од алабастера,

У Маадију је нађено 50 целих камених посуда, од алабастера, кречњака, диорита, мермера, гранита и базалта. Претпоставља се да су се користиле у церемонијалне сврхе или за чување посебно вредних добара.
Облици посуда:
- заобљене бачволике посуде на прстенастој нози са паром перфорираних ушица,
- посуде купастог облика и широког обода развраћеног скоро под правим углом,
- кандила
- лампе грубе израде и најчешће заобљеног дна,
- здела В облика са широким равним дном